# Сісеро (Індіана)
Сісеро (англ. Cicero) — місто (англ. town) в США, в окрузі Гамільтон штату Індіана. Населення — 5301 особа (2020).

## Географія
Сісеро розташоване за координатами 40°7′19″ пн. ш. 86°2′3″ зх. д. / 40.12194° пн. ш. 86.03417° зх. д. (40.121932, -86.034042).  За даними Бюро перепису населення США в 2010 році місто мало площу 5,49 км², з яких 4,42 км² — суходіл та 1,07 км² — водойми.

## Демографія
Згідно з переписом 2010 року, у місті мешкало 4812 осіб у 1952 домогосподарствах у складі 1381 родини. Густота населення становила 876 осіб/км².  Було 2167 помешкань (395/км²).
Расовий склад населення:
| - 96,8 % — білих - 0,6 % — корінних американців - 0,6 % — чорних або афроамериканців - 0,5 % — азіатів |

До двох чи більше рас належало 1,1 %. Частка іспаномовних становила 1,5 % від усіх жителів.
За віковим діапазоном населення розподілялося таким чином: 25,2 % — особи молодші 18 років, 63,2 % — особи у віці 18—64 років, 11,6 % — особи у віці 65 років та старші. Медіана віку мешканця становила 39,8 року. На 100 осіб жіночої статі у місті припадало 97,0 чоловіків;  на 100 жінок у віці від 18 років та старших — 94,6 чоловіків також старших 18 років.
Середній дохід на одне домашнє господарство  становив 73 830 доларів США (медіана — 63 460), а середній дохід на одну сім'ю — 80 847 доларів (медіана — 64 558). Медіана доходів становила 43 950 доларів для чоловіків та 51 173 долари для жінок. За межею бідності перебувало 6,4 % осіб, у тому числі 8,0 % дітей у віці до 18 років та 0,0 % осіб у віці 65 років та старших.
Цивільне працевлаштоване населення становило 2658 осіб. Основні галузі зайнятості: освіта, охорона здоров'я та соціальна допомога — 21,3 %, виробництво — 14,7 %, роздрібна торгівля — 14,1 %.